# Kvirr
Konstvandring i Ranrike (Kvirr) är en konstutställning i norra Bohuslän som är öppen varje påskhelg, med början 1996. Ett 40-tal konstnärer öppnar sina ateljéer för allmänheten.